# Liberato Kani
Ricardo Flores Carrasco, bekannter unter dem Künstlernamen Liberato Kani (* 20. März 1993 in Lima), ist ein peruanischer Hip-Hop-Sänger, der insbesondere in der indigenen Sprache Quechua singt.

## Leben
Ricardo Flores Carrasco wurde am 20. März 1993 in Lima geboren, wo er im Distrikt San Juan de Lurigancho aufwuchs. Seine Eltern betrieben als Kleinunternehmer eine Werkstatt, in der Rucksäcke und Kleidungsstücke hergestellt wurden. Als er neun Jahre alt war, erkrankte seine Mutter tödlich an Krebs, und der Familienbetrieb ging in der ökonomischen Krise bankrott. Ricardo musste zu seiner Großmutter, der Mutter seines Vaters, nach Umamarca (Distrikt Tumay Huaraca, Provinz Andahuaylas) in die Region Apurímac ziehen. Seine Mutter verbrachte da noch ihre letzten Tage, bevor sie starb. Während er in Umamarca den Besuch der Primarschule fortsetzte, lernte er bei seiner Großmutter, die nur wenig Spanisch sprach, deren Muttersprache Quechua. Darüber hinaus bat er sie, ihm beizubringen, sich gegen Mitschüler zu verteidigen, die ihn als Quechua wegen Verwendung der Sprache beleidigten. Er half als Hirtenjunge und bei Arbeiten auf dem Feld. Mit 13 Jahren kehrte er nach Lima zurück, wo er seine Sekundarschulausbildung abschloss. In Lima kam er zum ersten Mal in Kontakt mit dem Hip-Hop.
Mit 18 Jahren trat Ricardo Flores Carrasco einer Hip-Hop-Gruppe mit dem Namen Quinta Rima bei. 2013 brachte diese Band ihre erste CD heraus, und zwar ganz auf Spanisch. Dennoch begann er in dieser Gruppe, auf Quechua zu Themen über Umamarca zu dichten und zu singen, nachdem ihm dies sein Gefährte Jorge Luis vorgeschlagen hatte. Die Gruppe fiel auseinander, doch Ricardo Flores machte auf Quechua weiter, nunmehr unter dem Künstlernamen Liberato Kani („Ich bin befreit“: italienisch Befreit + Quechua Ich bin). Er sang auf zunehmend größeren Bühnen, bis er schließlich im Großen Nationaltheater (Gran Teatro Nacional) in Lima auftrat. 2016 erschien seine erste eigene CD, Rimay Pueblo.
Ricardo Flores schrieb sich zudem an der auch als La Cantuta bekannten Universidad Nacional de Educación Enrique Guzmán y Valle (UNE) in Lima ein, um Geschichtswissenschaften zu studieren. 2018 machte Ricardo Flores eine internationale Tour, die ihn durch Spanien, die Vereinigten Staaten, Chile und Kuba führte.
2020 wurde von der Medienplattform Ojo Público ein Rap-Album veröffentlicht, auf dem das erste Stück von Liberato Kani ist. Der Titel lautet Chiqapwan takisunchik („Singen wir dir Wahrheit“), und in dem Text werden die „allgegenwärtigen Lügner“ angegangen: Tukuy lawpi llullakuna kachkan. Tukuy llaqtakunapi chaykunaqa purimuchkan. ... Llulla rimakunata uyarisun? – Manam! Es geht in diesem Album um den „Kampf gegen Desinformation“ im Zusammenhang mit der COVID-19-Pandemie.
2021 kam seine zweite eigene CD Pawaspay („Wenn ich fliege“) heraus. Für dasselbe Jahr ist auch sein Studienabschluss als Historiker an der UNE in Lima geplant.